# Eucharist
Eucharist sono un gruppo musicale melodic death metal formato nel 1989 da Markus Johnsson (voce e chitarra), Thomas Einarsson (chitarra), Tobias Gustafsson (basso) e Daniel Erlandsson (batteria) del paese di Veddige, a 40 km da Göteborg in Svezia.

## Storia del gruppo
Il primo demo degli Eucharist, Greeting Immortality, è subito diventato un classico del metal underground nel 1992. Lo stesso anno, è uscito il 7" Greeting Immortality per la Obscure Plasma, che fu ben accolto dalla critica per "il suono death progressivo con bellissime parti acustiche".
Nel 1993 la band ha registrato la canzone The View per la compilation Deaf Metal Sampler, in seguito, la band si è sciolta. Poco dopo, la casa discografica Wrong Again Records ha chiesto agli Eucharist di riformarsi e di firmare un contratto, ed ha avuto la conferma da parte del gruppo. Gli Eucharist sono tornati in studio e hanno  registrato il loro album di debutto A Velvet Creation uscito nel 1993 per la Roadrunner Records, che vedeva un death metal molto oscuro infiltrato di venature acustiche che rendevano il sound vagamente etereo.
Nell'estate 1994, hanno registrato due tracce, Wounded And Alone e The Predictable End per una compilation speciale pubblicata da Wrong Again Records. Gli Eucharist si sono sciolti di nuovo e alcuni membri hanno incominciato a lavorare in altre band. Daniel, per esempio, ha suonato la batteria sull'EP Subterranean degli In Flames.
Nel 1996, Markus e Daniel hanno ricominciato a lavorare negli Eucharist e gli si è presentata subito un'offerta di contratto da parte di WAR Music (una nuova casa discografica nata dalle ceneri di Wrong Again Records) e il risultato è stato l'album Mirrorworlds.
In seguito, gli Eucharist si sono sciolti per la terza e ultima volta. Del gruppo faceva parte Daniel Erlandsson, fratello di Adrian Erlandsson (At the Gates, Cradle of Filth, The Haunted, Brujeria).
Ad aprile 2016, la band si è riunita con la formazione originale, esibendosi per la prima volta dopo 18 anni al Metal Reunion PTD3 Festival in Svezia. Nel 2022 è stato pubblicato il terzo album della band, I Am the Void.

## Formazione
- Markus Johnsson – voce e chitarra
- Thomas Einarsson – chitarra
- Tobias Gustafsson – basso
- Daniel Erlandsson – batteria, poi negli In Flames nell'EP Subterranean, Liers in Wait, Diabolique, e negli Armageddon con Christopher Amott degli Arch Enemy

## Discografia

### Album in studio
- 1994 – A Velvet Creation
- 1997 – Mirrorworlds
- 2022 – I Am the Void

### EP
- 1992 – Greeting Immortality

### Compilation
- 2022 – The Demo Years 1989 - 1992

### Demo
- 1991 – Reharsal
- 1992 – Demo '92
- 1993 – A Velvet Creation